# Иокогама
Иокога́ма, Йокоха́ма (яп. 横浜市 Ёкохама-си) — крупнейший портовый город Японии, административный центр префектуры Канагава. Площадь города составляет 437,38 км², население — 3 709 686 человек (1 августа 2014), плотность населения — 8481,61 чел./км².

## Название
Иокогама (横 浜) буквально означает «горизонтальный пляж». Нынешняя территория, окруженная парком Майта, рекой Зока и рекой Накамура, была заливом, отделённым песчаной отмелью от открытого моря. Эта песчаная отмель была рыбацкой деревней Иокогама. Так как песчаная полоса выступала перпендикулярно от земли, или горизонтально, если смотреть с моря, она называлась «горизонтальный пляж».

## Географическое положение
Иокогама расположена на западном берегу Токийского залива, в 30 километрах к юго-западу от Токио, с которым она связана железными и шоссейными дорогами, а также улицами города Кавасаки, находящегося между ними и составляющим с ними единую городскую систему.

## Климат
Климат субтропический океанический, мягкий благодаря прибрежному расположению города. Средняя температура года 16-17 °C; средняя температура в январе и августе соответственно 5,6 °С и 26,4 °С. Годовое количество осадков достигает 1630 мм, а максимум приходится на июнь и сентябрь (соответственно 190 и 230 мм).
Для погодных условий Иокогамы характерны дожди, облака и солнце, хотя зимой на удивление солнечно. Зимние температуры редко опускаются ниже нуля, а лето может показаться довольно теплым из-за воздействия влажности. Самая холодная температура была зафиксирована 24 января 1927 года, когда была достигнута температура −8,2 °C, тогда как в самый жаркий день (11 августа 2013 года) температура достигла 37,4 °C. Наибольшее месячное количество осадков было зафиксировано в октябре 2004 года — 761,5 мм.

## История

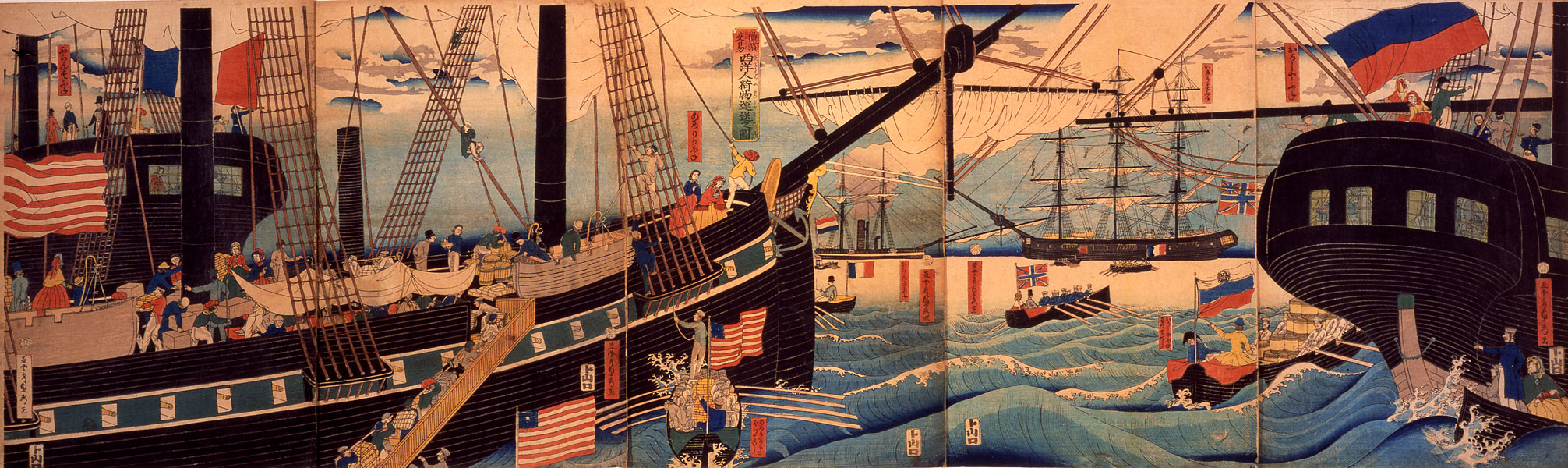
Иностранные суда в бухте Иокогамы

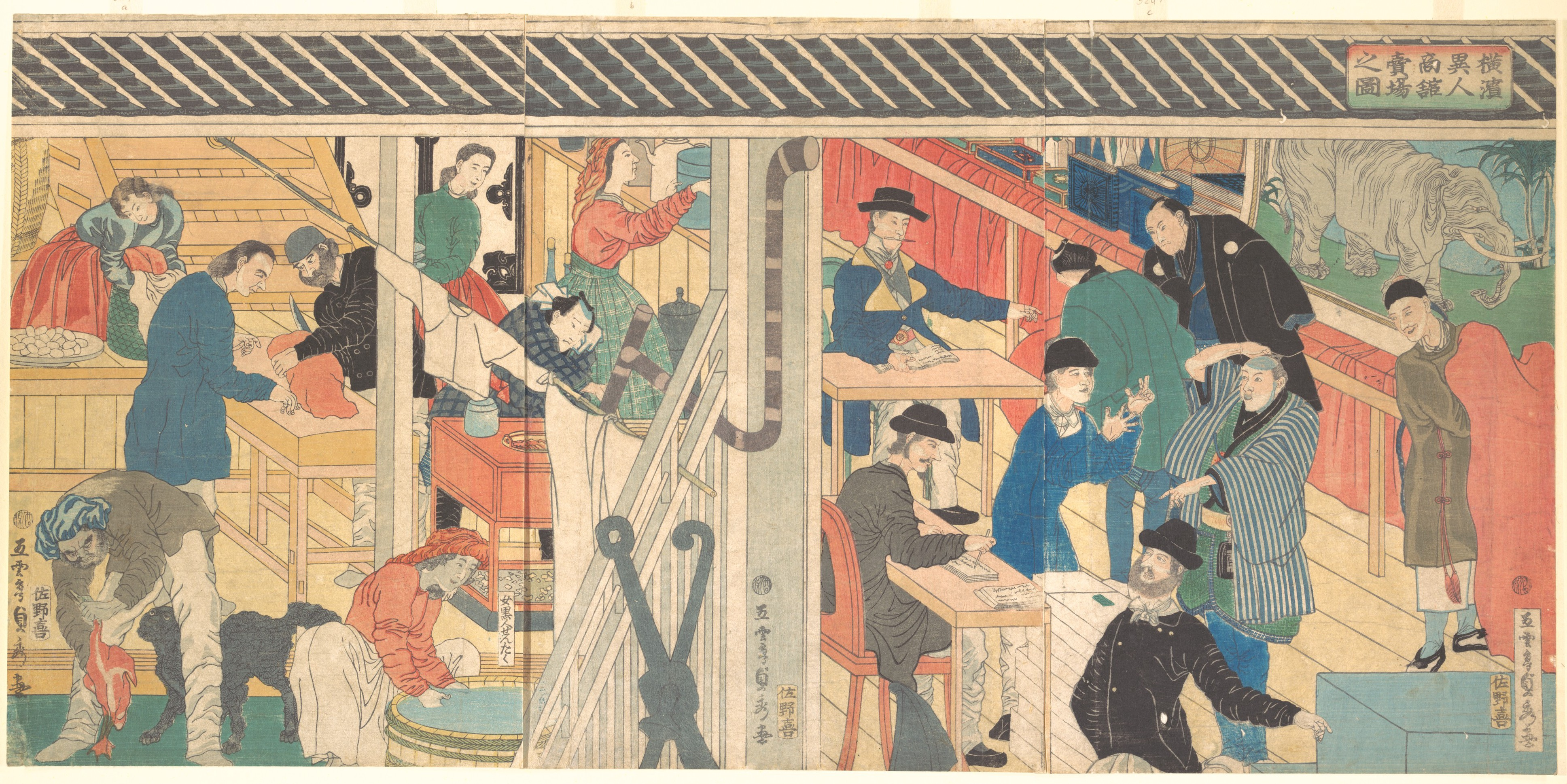
Иностранный торговый дом в городе, 1861 г.

Город был основан в 1858 году путём объединения двух небольших деревень — Иокогама и Канагава, жители которой занимались сельским хозяйством и рыболовством. Затем началось строительство порта, способного принять иностранные коммерческие суда. Здесь возникло «международное поселение», где на правах экстерриториальности жили иностранцы. Оно располагалось в районах Каннай и Яматэ. Здесь даже сформировался своего рода контактный язык — иокогамско-японский пиджин (также известный, как «иокогамский диалект»), служивший для общения между иностранцами и японцами (исчез к 1910-м годам).
Благодаря тому, что Иокогама стала важнейшей точкой контактов между Японией и внешним миром, здесь впервые в Японии появились многие нововведения. В частности, в Иокогаме впервые в Японии стали выпекать хлеб (первоначально — для жителей «иностранного поселения»), в 1865 году здесь открылось первое в Японии кафе-мороженое, а в 1872 году Иокогама стала первым городом Японии, получившим газовое уличное освещение. Также в 1872 году начала действовать первая в Японии железная дорога Токио-Иокогама.
В 1880 году здесь был создан банк «Yokohama Specie Bank» (в дальнейшем ставший одним из крупнейших банков Японской империи).
В течение следующих двух десятилетий Иокогама стала одним из крупнейших портов японских островов, и в 1889 году её численность достигла 122 тысяч жителей. Значительным успехом в развитии городской инфраструктуры стало строительство водопровода (1887) и электрификация города (1890). Одним из самых драматических событий за всю историю города было мощное землетрясение в 1923 году, во время которого погибли около 20 тысяч человек, лежало в руинах или сожжено 60 тысяч зданий. Три башни Иокогамы чудом уцелели. Благодаря большим усилиям властей и жителей город был восстановлен к концу 1929 года.
В 1931 году проводились работы по привозу сухой земли в устье реки Цуруми, на которой были построены впоследствии многие промышленные объекты.
3 апреля 1934 года в Иокогаме был подписан Протокол № 1 между лидером Российской фашистской партии К. В. Родзаевским и лидером Всероссийской фашистской организации А. А. Вонсяцким, в котором провозглашалось слияние Р. Ф. П. и В. Ф. О. и создание Всероссийской фашистской партии (В. Ф. П.).
Во время Второй мировой войны 18 апреля 1942 года в ходе «рейда Дулиттла» два бомбардировщика Б-25 ВВС США сбросили на Иокогаму первые бомбы, в 1945 году США осуществили несколько массированных бомбардировок Иокогамы, в результате которых город серьёзно пострадал, тогда погибло более 14 тысяч человек и было разрушено около 80 тысяч зданий.
В 1998 году здесь был открыт международный стадион, принявший в 2002 году финал чемпионата мира по футболу.
С 2009 года здесь проходит Иокогамский женский марафон.

## Экономика

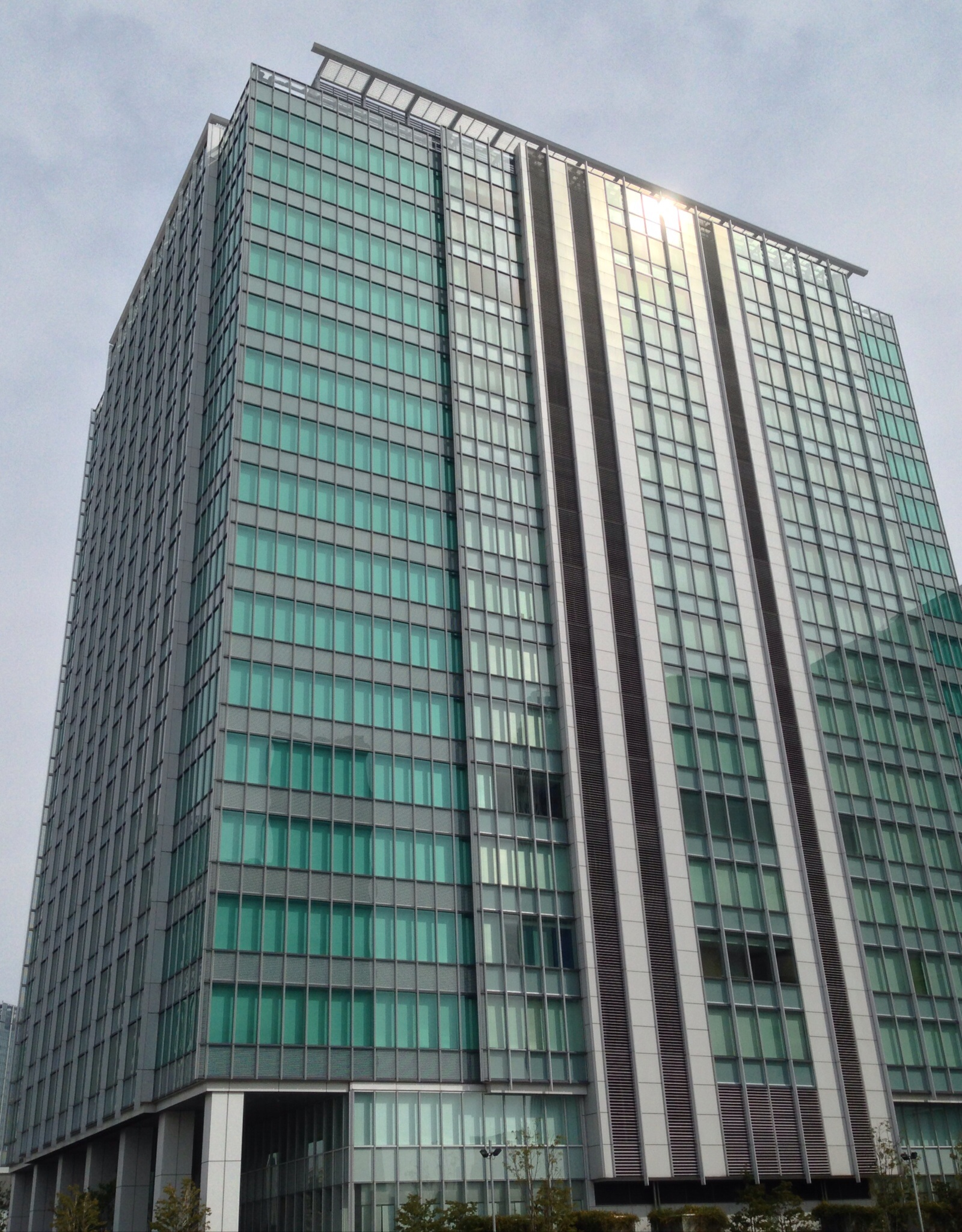
Здание штаб-квартиры Yokohama Blue Avenue Building компании Japan Marine United в Иокогаме

Иокогама является крупным торговым центром района Большого Токио. Город имеет сильную экономическую базу, представленную в основном морским транспортом, а также биотехнологической и полупроводниковой индустриями.
Является крупным центром судостроения, здесь находятся два крупных судостроительных предприятия, выполняющих военные заказы и принадлежащих компании Japan Marine United (JMU, «Джапан Марин Юнайтед»): «Цуруми кодзё» и «Исого кодзё».
В прошлом также являлся центром передельной металлургии в Токийской агломерации, ныне бывшие индустриальные пространства ревитализированы и джентрифицированы.

## Образование и наука
Университет города Иокогама был основан в 1882 году. Иокогамский государственный университет учреждён в 1949 году.
Государственные начальные и средние школы находятся в ведении города Иокогама. Существует девять государственных средних школ, которые находятся в ведении Совета по образованию города Иокогама, и ряд государственных средних школ, которые находятся в ведении Совета по образованию префектуры Канагава.

## Культура и достопримечательности

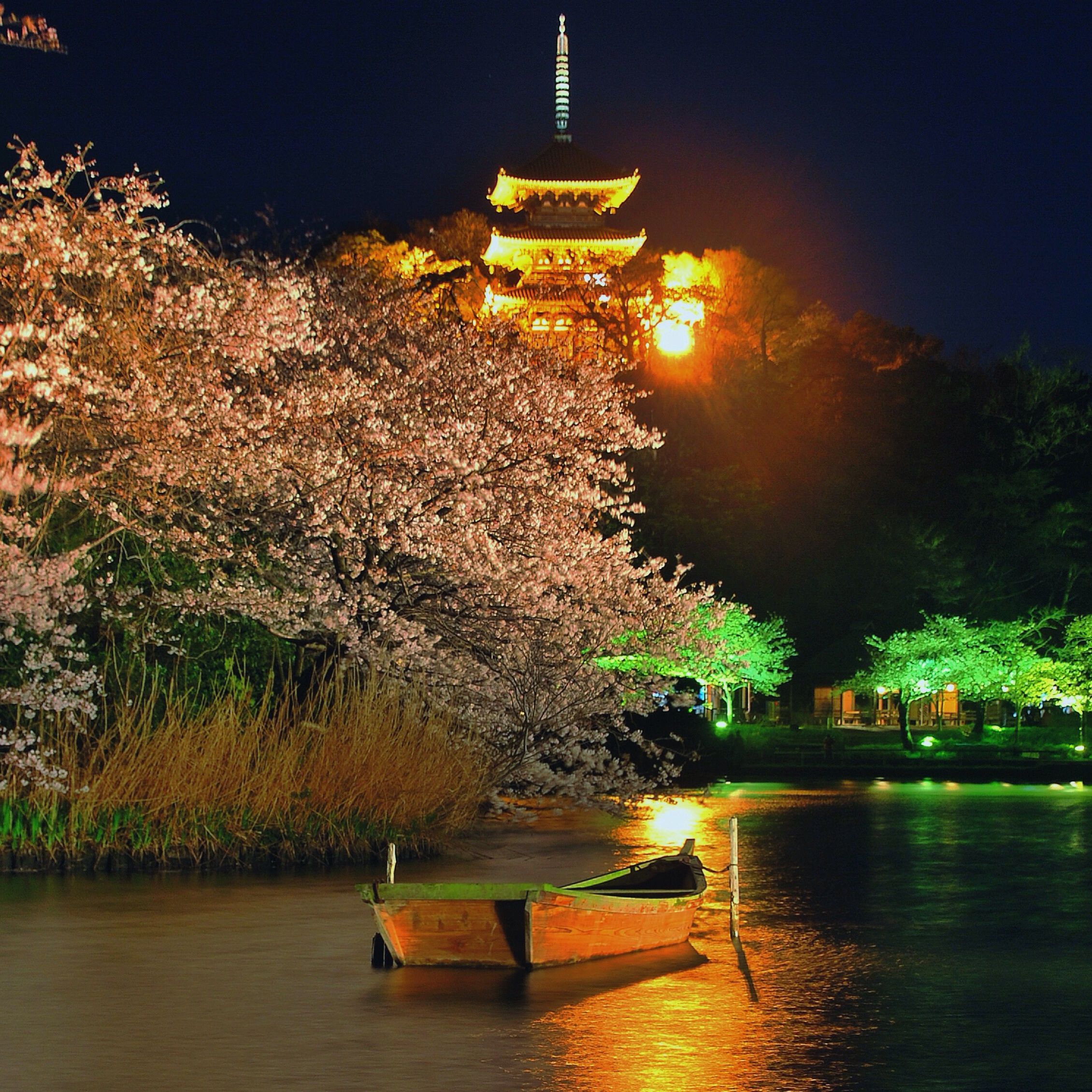
Сад Санкей-эн

В Иокогаме сохранилось довольно много памятников архитектуры «европейского типа» начала XX века, являющихся свидетельством эпохи модернизации Японии и ее контактов с внешним миром. В бывшем «иностранным поселении» Яматэ сохранилось несколько особняков европейского типа (открыты для посещения), иностранное кладбище и две церкви, римско-католический Собор Святейшего Сердца Иисуса и англиканская Церковь Христа.
В центре города расположен Мемориальный зал открытия порта Иокогамы, построенный в европейском стиле в память о пятидесятилетии открытия порта Иокогамы. В районе старого порта, преобразованного в общественное пространство, сохранились так называемые «краснокирпичный склады» — портовые пакгаузы начала XX века.
Популярной достопримечательностью также является чайнатаун, который считается одним из самых больших чайнатаунов в мире. Несмотря на молодость города, в Иокогаме есть и традиционный японский сад Санкей-эн (основан в 1906 году).
В конце XX века в Иокогаме был создан деловой и туристический район Минато-Мирай 21, главной достопримечательностью которого является башня Yokohama Landmark Tower.
Важнейшие музеи города — Музей искусств Иокогамы и Префектурный музей культурной истории Канагавы. Помимо них в городе есть большое количество специализированных музеев, включая музей трамваев, музей шёлка, музей рамэна и другие. Исторический архив Иокогамы также имеет музейную экспозицию. В Иокогаме на вечную стоянку установлено два корабля-музея, учебный парусник Ниппон Мару и лайнер Хикава-мару.

## Население
Иокогама является вторым по величине городом в Японии по численности населения и самым густонаселенным муниципалитетом Японии. Население города составляет 3 709 686 человек (1 августа 2014), а плотность — 8481,61 чел./км². Изменение численности населения с 1980 по 2005 годы:
| 1980 | 2 773 674 чел. |  |
| 1985 | 2 992 926 чел. |  |
| 1990 | 3 220 331 чел. |  |
| 1995 | 3 307 136 чел. |  |
| 2000 | 3 426 651 чел. |  |
| 2005 | 3 579 628 чел. |  |

| Год переписи | Население | Место среди городов Японии |
| ------------ | --------- | -------------------------- |
| 1920         | 422 942   | 6                          |
| 1925         | 405 888   | 6                          |
| 1930         | 620 306   | 6                          |
| 1935         | 704 290   | 6                          |
| 1940         | 968 091   | 5                          |
| 1945         | 814 379   | 4                          |
| 1950         | 951 189   | 4                          |
| 1955         | 1 143 687 | 4                          |
| 1960         | 1 375 710 | 3                          |
| 1965         | 1 788 915 | 3                          |
| 1970         | 2 238 264 | 3                          |
| 1975         | 2 621 771 | 2                          |
| 1980         | 2 773 674 | 2                          |
| 1985         | 2 992 926 | 2                          |
| 1990         | 3 220 331 | 2                          |
| 1995         | 3 307 136 | 2                          |
| 2000         | 3 426 651 | 2                          |
| 2005         | 3 579 133 | 2                          |
| 2009         | 3 670 669 | 2                          |
| 2013         | 3 702 551 | 2                          |

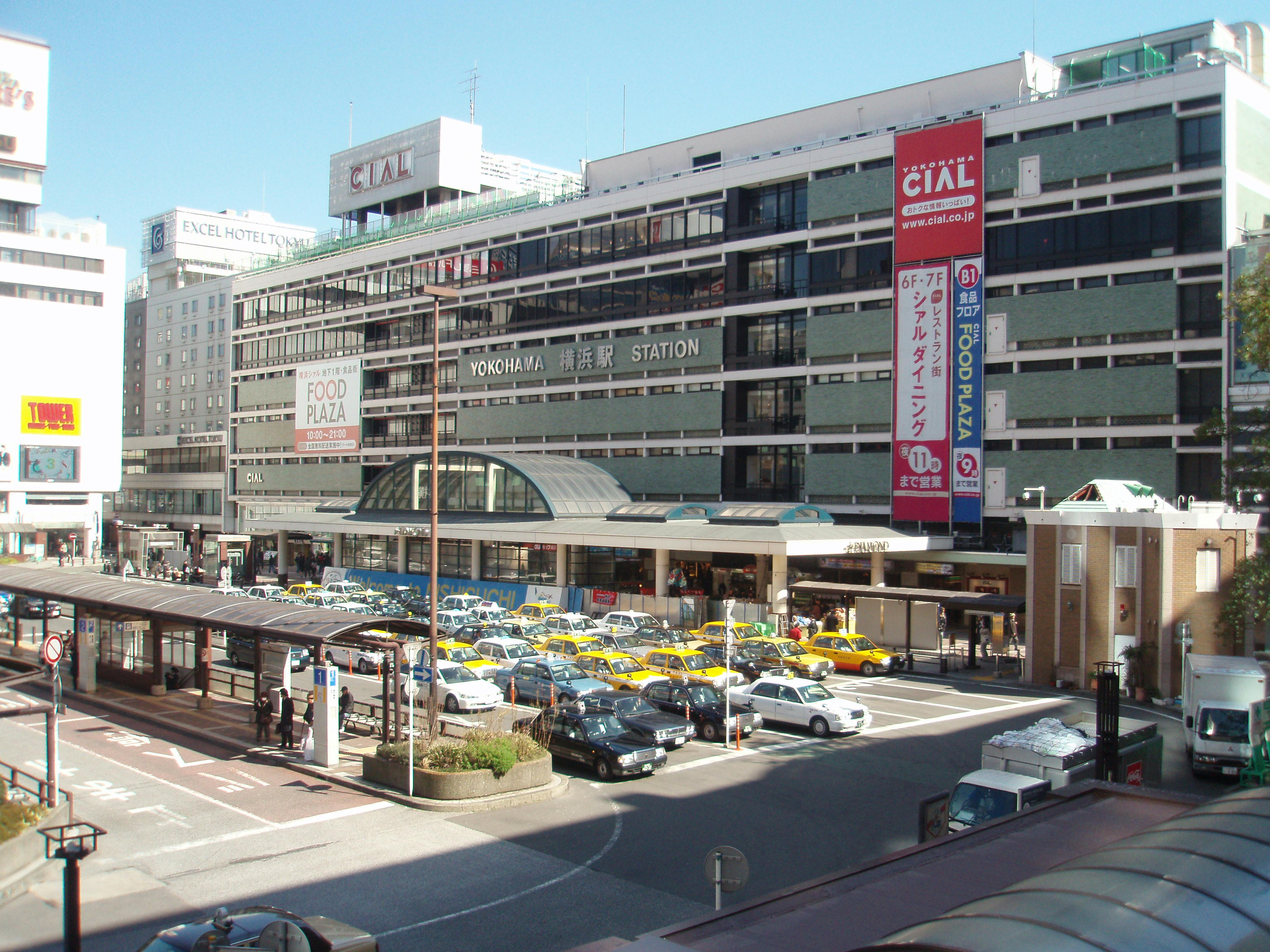
Станция Иокогама

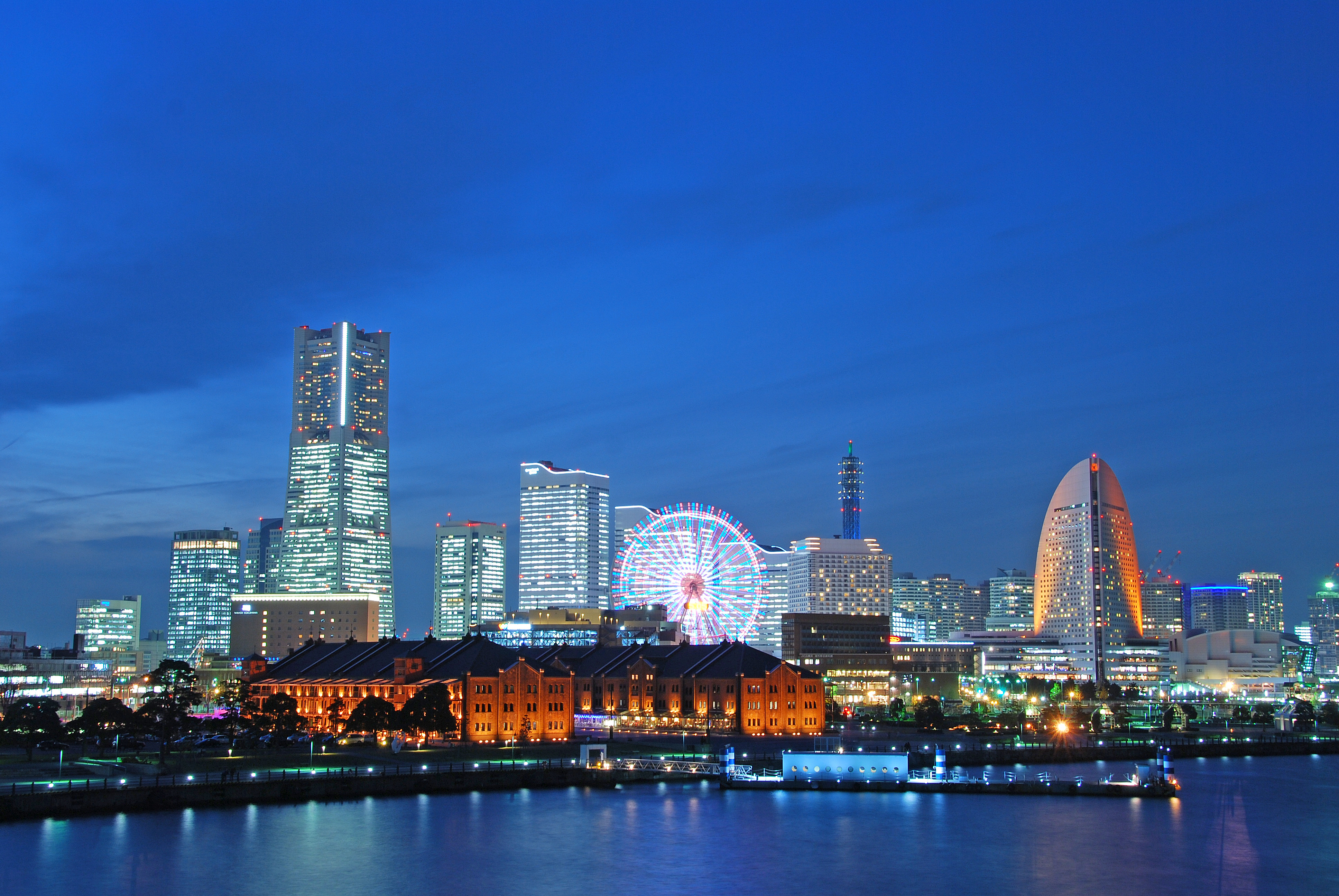
Ночной вид на Минато-Мирай 21

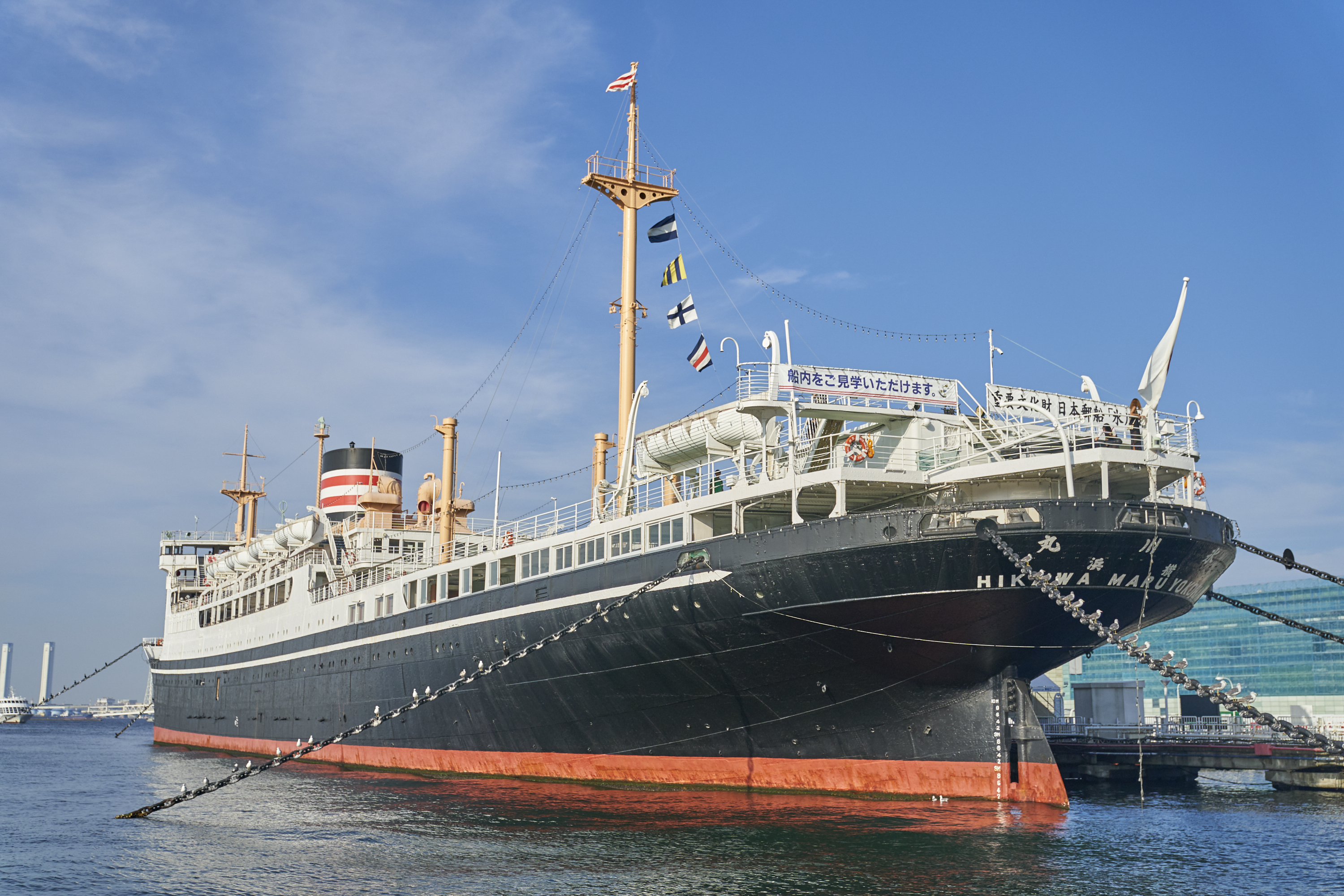
Музей кораблей Хикава-мару

Иностранное население Иокогамы, насчитывающее 92 139 человек, включает китайцев, корейцев, филиппинцев и вьетнамцев.

## Города-побратимы
- Мумбаи, Индия
- Ванкувер, Канада
- Шанхай, Китай
- Констанца, Румыния
- Сан-Диего, США
- Одесса, Украина
- Манила, Филиппины
- Лион, Франция